# Titanattus cordia
Titanattus cordia es una especie de araña saltarina del género Titanattus, familia Salticidae. Fue descrita científicamente por Edwards & Baert en 2018.
Habita en Ecuador.